# Komáromy Pál
Komáromy Pál (eredeti nevén: Komáromi Pál Imre Zsigmond) (Gyöngyös, 1892. június 6. – Budapest, Józsefváros, 1966. július 4.) magyar operaénekes (basszbariton), az Operaház igazgatója 1945. február 1 és 1945. április 20 között, mint a Komáromy Pál, Nádasdy Kálmán, Székely Mihály alkotta direktórium tagja, majd kinevezett igazgató 1945 május 16-tól 1946. augusztus végéig. Komáromi Mariska unokaöccse.

## Életpálya
Gimnáziumba 1902–1910 között járt a Ciszterci rend Egri Kath. Főgimnáziumába. Ugyanitt érettségizett 1910-ben. Zenei tehetségét már édesapja (~ Ödön, zenetanár) felfedezte és ő kezdte meg zenei képzését is. Anyja Ehrenreich Hermin volt.
Orvosnak készült, de már húszévesen az Operaház ösztöndíjasa (1912–1913), majd magánénekese (1913, 1920–1946) volt. 1914-ig Greff Károlynál Budapesten, és Grete Stückgoldnál Drezdában tanult. A világháborúk között nemzetközi hírnevet szerzett, 1928-ban Bayreuthban is énekelt (Liszt: Szent Erzsébet legendája), továbbá Ausztriában, Olaszországban, sőt, Dél-Amerikában (Buenos Aires) is fellépett. A német megszállás alatt nem szerepelhetett Magyarországon. 1945. február 8-tól az Operaház igazgatója a Székely Mihály–Nádasdy Kálmán–Komáromy Pál alkotta direktórium tagjaként. Igazgatásuk alatt nyílt meg az Operaház az ostrom után alig pár héttel (1945. március 15., Bánk bán). Miután alig két hónap után, április végén széthullott a triumvirátus, egyedüli kinevezett igazgató lett az 1945. április 24. és 1946. augusztus 31. közötti időszakban. Politikailag kegyvesztett lett, szeptember 1-jétől megkezdődött a Tóth Aladár által vezetett korszak, majd 1948-ban nyugdíjazták. Az Operaház örökös tagja 1959-től.
Mint igazgató, sikerrel állította helyre a Budapest ostroma alatt megsérült épületet, pótolta a háborúban meghalt ill. emigrált művészeket és a háború előtti repertoár mintegy kétharmada ismét színpadra kerülhetett. 1946-ban bemutatták Bartók Csodálatos Mandarin-ját is.
Kölcsönös vendégjátékot szervezett a bukaresti Román Királyi Operával.
A 60-as évektől énektanítással foglalkozott, legtehetségesebb tanítványa Mészáros Sándor (basszus) az Operaház magánénekese lett.

## Főbb szerepei
- Donizetti: Don Pasquale – címszerep
- Erkel Ferenc: Hunyadi László – Rozgonyi
- Gounod: Faust – Mefiszto; Wagner
- Mozart: Figaro lakodalma – Doktor Bartolo
- Muszorgszkij: Hovanscsina – Ivan Hovanszkij herceg
- Jacques Offenbach: Hoffmann meséi – Luther
- Robert Planquette: Rip van Winkle – Derrick Van Slous
- Giacomo Puccini: Bohémélet – Alcindor
- Rossini: A sevillai borbély – Doktor Batolo
- Johann Strauss d. S.: A cigánybáró – Zsupán Kálmán
- Richard Strauss: A rózsalovag – Ochs báró
- Giuseppe Verdi: Rigoletto – Marullo
- Giuseppe Verdi: Aida – A király
- Giuseppe Verdi: Álarcosbál – Sam
- Giuseppe Verdi: Falstaff – Pistol
- Richard Wagner: Tannhäuser – Reinmar von Zweter
- Richard Wagner: A nürnbergi mesterdalnokok – Hans Foltz

## Kitüntetései
- Magyar Köztársasági Érdemrend (tisztikereszt), 1946
- Román Királyság, Kultúráért Érdemrend (tisztikereszt), 1946
- Szocialista Munkáért Érdemérem, 1957
- A Magyar Állami Operaház Örökös tagja, 1959